# La Couarde-sur-Mer
Pour les articles homonymes, voir La Couarde.
La Couarde-sur-Mer est une commune du Sud-Ouest de la France, située sur l'île de Ré dans le département de la Charente-Maritime (région Nouvelle-Aquitaine).

## Géographie

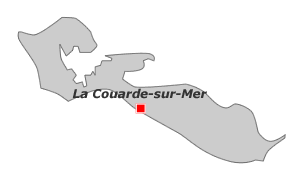
Situation de La Couarde sur l'île de Ré.

La Couarde est située au milieu de l'île de Ré, ouverte sur la côte sud pour le village et sur la côte nord pour son port.
La commune possède sur cinq kilomètres de plages avec des dunes et le petit port Le Goisil débouchant par un chenal sur la côte nord de l'île. Les maisons construites récemment autour du centre-ville s'étalent aussi vers l'ouest. Le nord du village est longé par la route départementale.

## Urbanisme

### Typologie
Au 1er janvier 2024, La Couarde-sur-Mer est catégorisée bourg rural, selon la nouvelle grille communale de densité à 7 niveaux définie par l'Insee en 2022.
Elle appartient à l'unité urbaine d'Ars-en-Ré, une agglomération intra-départementale dont elle est ville-centre,. Par ailleurs la commune fait partie de l'aire d'attraction de La Flotte, dont elle est une commune de la couronne,. Cette aire, qui regroupe 4 communes, est catégorisée dans les aires de moins de 50 000 habitants,.
La commune, bordée par l'océan Atlantique, est également une commune littorale au sens de la loi du 3 janvier 1986, dite loi littoral. Des dispositions spécifiques d’urbanisme s’y appliquent dès lors afin de préserver les espaces naturels, les sites, les paysages et l’équilibre écologique du littoral, tel le principe d'inconstructibilité, en dehors des espaces urbanisés, sur la bande littorale des 100 mètres, ou plus si le plan local d’urbanisme le prévoit.

### Occupation des sols
L'occupation des sols de la commune, telle qu'elle ressort de la base de données européenne d’occupation biophysique des sols Corine Land Cover (CLC), est marquée par l'importance des territoires agricoles (39 % en 2018), en diminution par rapport à 1990 (40,3 %). La répartition détaillée en 2018 est la suivante :
zones humides côtières (33,2 %), cultures permanentes (26,9 %), zones urbanisées (18,4 %), zones agricoles hétérogènes (12,2 %), forêts (6,7 %), espaces ouverts, sans ou avec peu de végétation (2,7 %). L'évolution de l’occupation des sols de la commune et de ses infrastructures peut être observée sur les différentes représentations cartographiques du territoire : la carte de Cassini (XVIIIe siècle), la carte d'état-major (1820-1866) et les cartes ou photos aériennes de l'IGN pour la période actuelle (1950 à aujourd'hui).

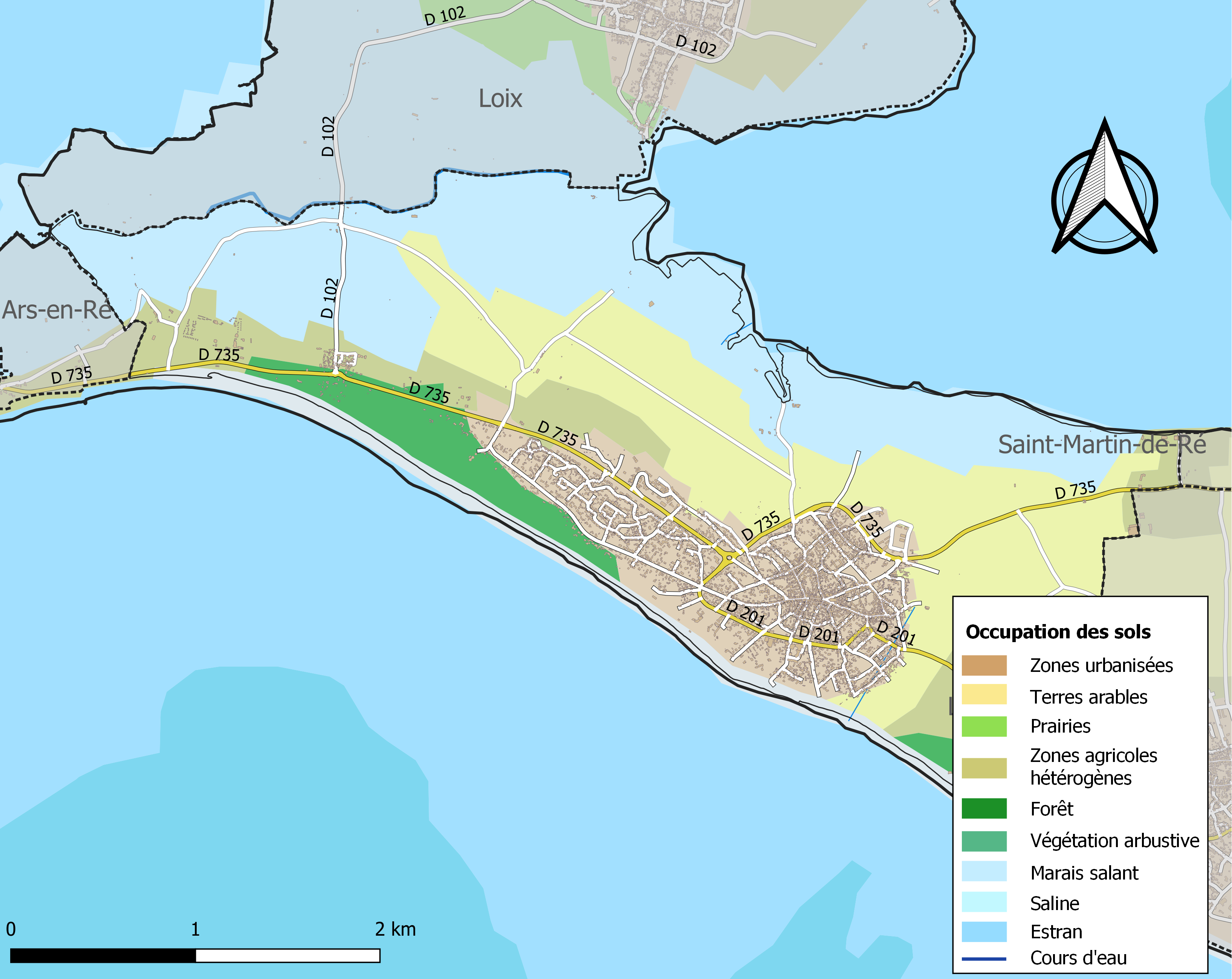
Carte des infrastructures et de l'occupation des sols de la commune en 2018 (CLC).

### Risques majeurs
Le territoire de la commune de La Couarde-sur-Mer est vulnérable à différents aléas naturels : météorologiques (tempête, orage, neige, grand froid, canicule ou sécheresse), inondations, feux de forêts, mouvements de terrains et séisme (sismicité modérée). Il est également exposé à un risque technologique, le transport de matières dangereuses. Un site publié par le BRGM permet d'évaluer simplement et rapidement les risques d'un bien localisé soit par son adresse soit par le numéro de sa parcelle.

#### Risques naturels
La commune fait partie du territoire à risques importants d'inondation (TRI) de La Rochelle-Île de Ré, regroupant 21 communes concernées par un risque de submersion marine de la zone côtière, un des 21 TRI qui ont été arrêtés fin 2012 sur le bassin Loire-Bretagne et confirmé en 2018 lors du second cycle de la Directive inondation. Les submersions marines les plus marquantes des XXe et XXIe siècles antérieures à 2019 sont celles liées à la tempête du 9 février 1924, à la tempête du 15 février 1957, aux tempêtes Lothar et Martin des 26 et 27 décembre 1999 et à la tempête Xynthia des 27 et 28 février 2010. Cette tempête a eu pour conséquence l’instauration de zones de solidarité, où les parcelles considérées comme trop dangereuses pour y maintenir des maisons pouvaient à terme être expropriées (Loix, La Flotte, Nieul-sur-Mer, La Rochelle,…). Des cartes des surfaces inondables ont été établies pour trois scénarios : fréquent (crue de temps de retour de 10 ans à 30 ans), moyen (temps de retour de 100 ans à 300 ans) et extrême (temps de retour de l'ordre de 1 000 ans, qui met en défaut tout système de protection),. La commune a été reconnue en état de catastrophe naturelle au titre des dommages causés par les inondations et coulées de boue survenues en 1982, 1999 et 2010,.
La Couarde-sur-Mer est exposée au risque de feu de forêt, un massif classé à risque dans le plan départemental de protection des forêts contre les incendies (PDPFCI), élaboré pour la période 2017-2026 et qui fait suite à un plan 2007-2016. Les mesures individuelles de prévention contre les incendies sont précisées par divers arrêtés préfectoraux et s’appliquent dans les zones exposées aux incendies de forêt et à moins de 200 mètres de celles-ci. L’article L.131-1 du code forestier et l’arrêté du 2 décembre 2020 règlementent l'emploi du feu en interdisant notamment d’apporter du feu, de fumer et de jeter des mégots de cigarette dans les espaces sensibles et sur les voies qui les traversent sous peine de sanctions. Un autre arrêté du 2 décembre 2020 rend le débroussaillement obligatoire, incombant au propriétaire ou ayant droit,,,.

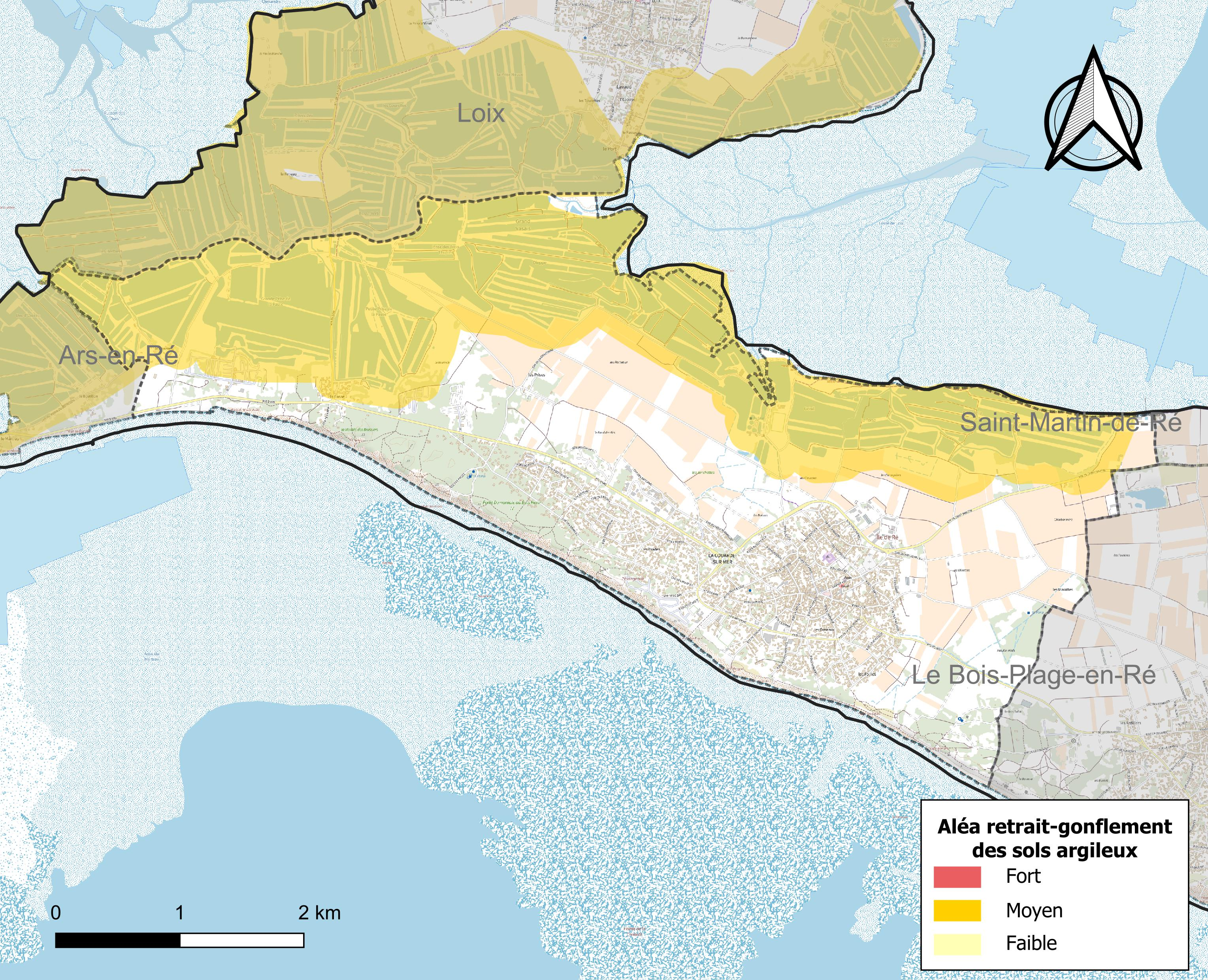
Carte des zones d'aléa retrait-gonflement des sols argileux de La Couarde-sur-Mer.

Les mouvements de terrains susceptibles de se produire sur la commune sont des tassements différentiels.
Le retrait-gonflement des sols argileux est susceptible d'engendrer des dommages importants aux bâtiments en cas d’alternance de périodes de sécheresse et de pluie. 42,5 % de la superficie communale est en aléa moyen ou fort (54,2 % au niveau départemental et 48,5 % au niveau national). Sur les 2 323 bâtiments dénombrés sur la commune en 2019, 50 sont en aléa moyen ou fort, soit 2 %, à comparer aux 57 % au niveau départemental et 54 % au niveau national. Une cartographie de l'exposition du territoire national au retrait gonflement des sols argileux est disponible sur le site du BRGM,.
Par ailleurs, afin de mieux appréhender le risque d’affaissement de terrain, l'inventaire national des cavités souterraines permet de localiser celles situées sur la commune.
Concernant les mouvements de terrains, la commune a été reconnue en état de catastrophe naturelle au titre des dommages causés par des mouvements de terrain en 1999 et 2010.

#### Risques technologiques
Le risque de transport de matières dangereuses sur la commune est lié à sa traversée par une ou des infrastructures routières ou ferroviaires importantes ou la présence d'une canalisation de transport d'hydrocarbures. Un accident se produisant sur de telles infrastructures est susceptible d’avoir des effets graves sur les biens, les personnes ou l'environnement, selon la nature du matériau transporté. Des dispositions d’urbanisme peuvent être préconisées en conséquence.

## Toponymie
Parmi les nombreuses hypothèses avancées quant à l'origine du toponyme La Couarde, celle relative à la localisation géographique du village, “Coe” signifiant queue, semble la plus probante. Tout d'abord car, elle a constitué l'extrémité occidentale de l'île de Ré jusqu'au rattachement de celles d'Ars et de Loix par sédimentation et poldérisation ; ensuite car le bourg de La Couarde est mentionné dans les archives dès le Moyen-Âge comme marquant la limite de la “baronnie”, c'est-à-dire l'extrémité occidentale des fiefs des sires de Mauléon.
La commune a été désignée sous le nom de La Fraternité pendant la Révolution française.

## Histoire

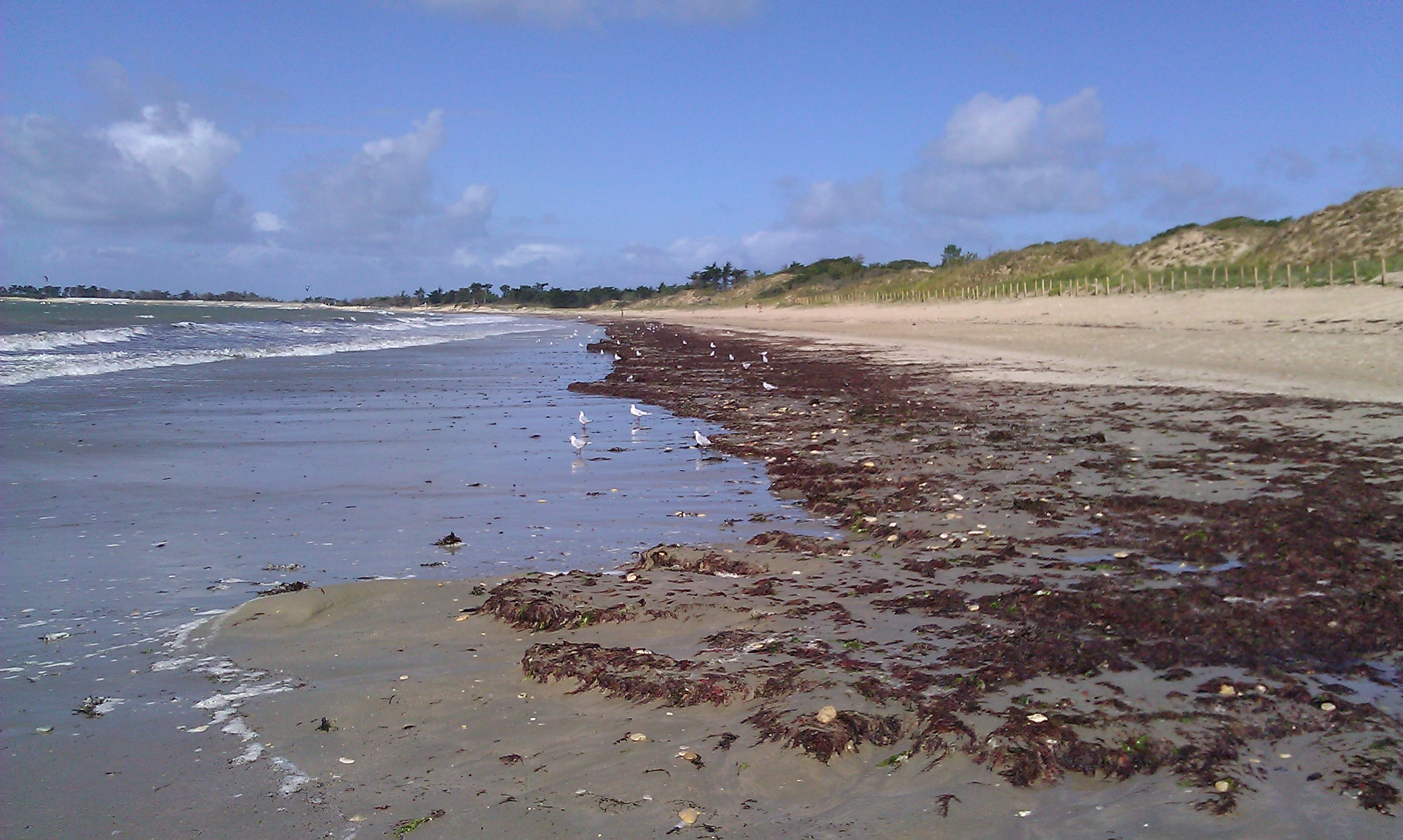
La plage du bois Henri IV.

L'histoire de la Couarde est mal connue.
C'est un hameau avant la Révolution française, habité par des vignerons et des sauniers. Plus tard, apparaît du vignoble autour du village, amenant donc une augmentation de la population ; mais à la fin du XIXe siècle et au début du XXe siècle, a lieu une baisse démographique, en partie à cause du phylloxéra.
Dans les années 1930, les bains de mer se développent à la plage de La Couarde, mais il faut attendre les années 1970 pour que le tourisme devienne l'activité principale de La Couarde ; la commune devient dès lors une station balnéaire réputée.

## Politique et administration

### Liste des maires

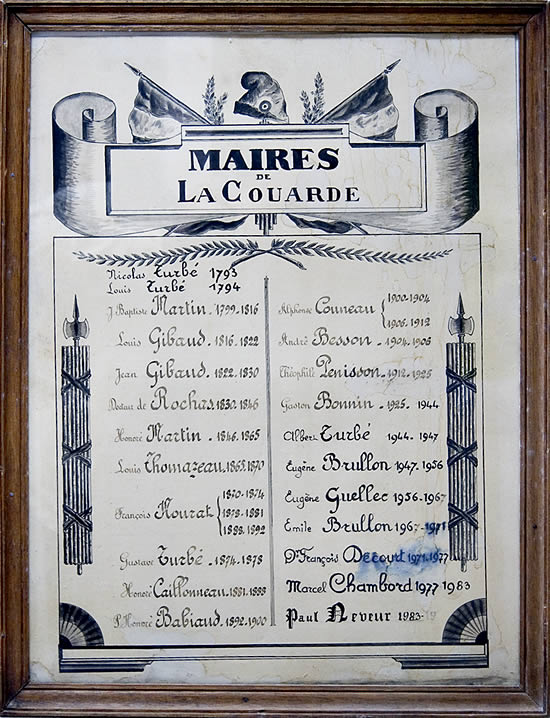
Les maires de La Couarde depuis 1793.

| Période | Période  | Identité             | Étiquette | Qualité                                              |
| ------- | -------- | -------------------- | --------- | ---------------------------------------------------- |
| 1799    | 1816     | Jean-Baptiste Martin |           |                                                      |
| 1816    | 1830     | Louis Gibaud         |           |                                                      |
| 1830    | 1846     | Docteur de Rochas    |           | Médecin                                              |
| 1846    | 1865     | Honoré Martin        |           |                                                      |
| 1865    | 1870     | Louis Thomazeau      |           |                                                      |
| 1870    | 1874     | François Mourat      |           |                                                      |
| 1874    | 1878     | Gustave Turbé        |           |                                                      |
| 1878    | 1881     | François Mourat      |           |                                                      |
| 1881    | 1888     | Honoré Caillonneau   |           |                                                      |
| 1888    | 1892     | François Mourat      |           |                                                      |
| 1892    | 1900     | P.Honoré Babiaud     |           |                                                      |
| 1900    | 1904     | Alphonse Couneau     |           |                                                      |
| 1904    | 1906     | André Besson         |           |                                                      |
| 1906    | 1912     | Alphonse Couneau     |           |                                                      |
| 1912    | 1925     | Théophile Pénisson   |           |                                                      |
| 1925    | 1944     | Gaston Bonnin        |           |                                                      |
| 1944    | 1947     | Albert Turbé         |           |                                                      |
| 1947    | 1956     | Eugène Brullon       |           |                                                      |
| 1956    | 1967     | Eugène Guellec       |           | Ancien dir. S.G.                                     |
| 1967    | 1971     | Emile Brullon        |           |                                                      |
| 1971    | 1977     | François Decourt     |           | Médecin                                              |
| 1977    | 1983     | Marcel Chambord      |           |                                                      |
| 1983    | 2008     | Paul Neveur          | UMP       | Conseiller général du canton d'Ars-en-Ré (1994-2008) |
| 2008    | En cours | Patrick Rayton       | DVD       | Commerçant                                           |

## Démographie
Ses habitants sont appelés les Couardais.

### Évolution démographique
L'évolution du nombre d'habitants est connue à travers les recensements de la population effectués dans la commune depuis 1793. Pour les communes de moins de 10 000 habitants, une enquête de recensement portant sur toute la population est réalisée tous les cinq ans, les populations de référence des années intermédiaires étant quant à elles estimées par interpolation ou extrapolation. Pour la commune, le premier recensement exhaustif entrant dans le cadre du nouveau dispositif a été réalisé en 2005.

En 2022, la commune comptait 1 112 habitants, en évolution de −7,72 % par rapport à 2016 (Charente-Maritime : +4,04 %, France hors Mayotte : +2,11 %).
| 1793  | 1800  | 1806  | 1821  | 1831  | 1836  | 1841  | 1846  | 1851  |
| ----- | ----- | ----- | ----- | ----- | ----- | ----- | ----- | ----- |
| 2 300 | 1 851 | 1 758 | 1 795 | 1 947 | 1 745 | 1 761 | 1 742 | 1 692 |

| 1856  | 1861  | 1866  | 1872  | 1876  | 1881  | 1886  | 1891  | 1896  |
| ----- | ----- | ----- | ----- | ----- | ----- | ----- | ----- | ----- |
| 1 691 | 1 616 | 1 566 | 1 400 | 1 353 | 1 306 | 1 270 | 1 229 | 1 193 |

| 1901  | 1906  | 1911  | 1921 | 1926 | 1931 | 1936 | 1946 | 1954 |
| ----- | ----- | ----- | ---- | ---- | ---- | ---- | ---- | ---- |
| 1 122 | 1 058 | 1 010 | 867  | 875  | 762  | 754  | 732  | 754  |

| 1962 | 1968 | 1975 | 1982 | 1990  | 1999  | 2005  | 2006  | 2010  |
| ---- | ---- | ---- | ---- | ----- | ----- | ----- | ----- | ----- |
| 716  | 758  | 794  | 856  | 1 029 | 1 179 | 1 213 | 1 231 | 1 251 |

| 2015  | 2020  | 2022  | - | - | - | - | - | - |
| ----- | ----- | ----- | - | - | - | - | - | - |
| 1 199 | 1 103 | 1 112 | - | - | - | - | - | - |

## Économie
Les activités sont pour la plupart agricoles ; vignes, pommes de terre, asperges sont cultivées autour du village. Des marais salants ont été réactivés dans la partie nord de la commune.
L'on peut aussi compter le tourisme, qui est la principale ressource du village, mais aussi de l'île, pendant la saison estivale. Les nombreux petits commerces sont très sollicités pendant cette période.
La vie économique du village est donc importante.

## Culture locale et patrimoine

### Lieux et monuments

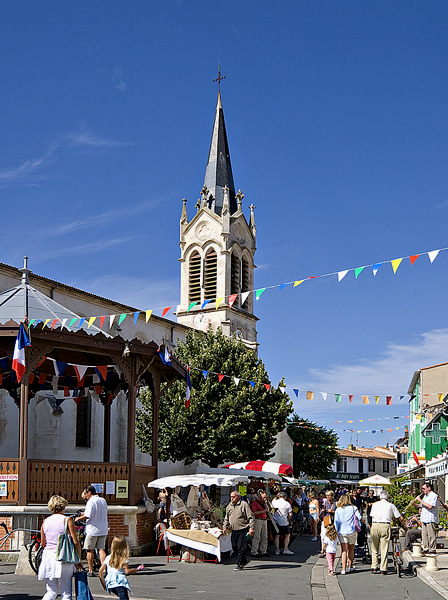
Le kiosque et l'église de La Couarde.

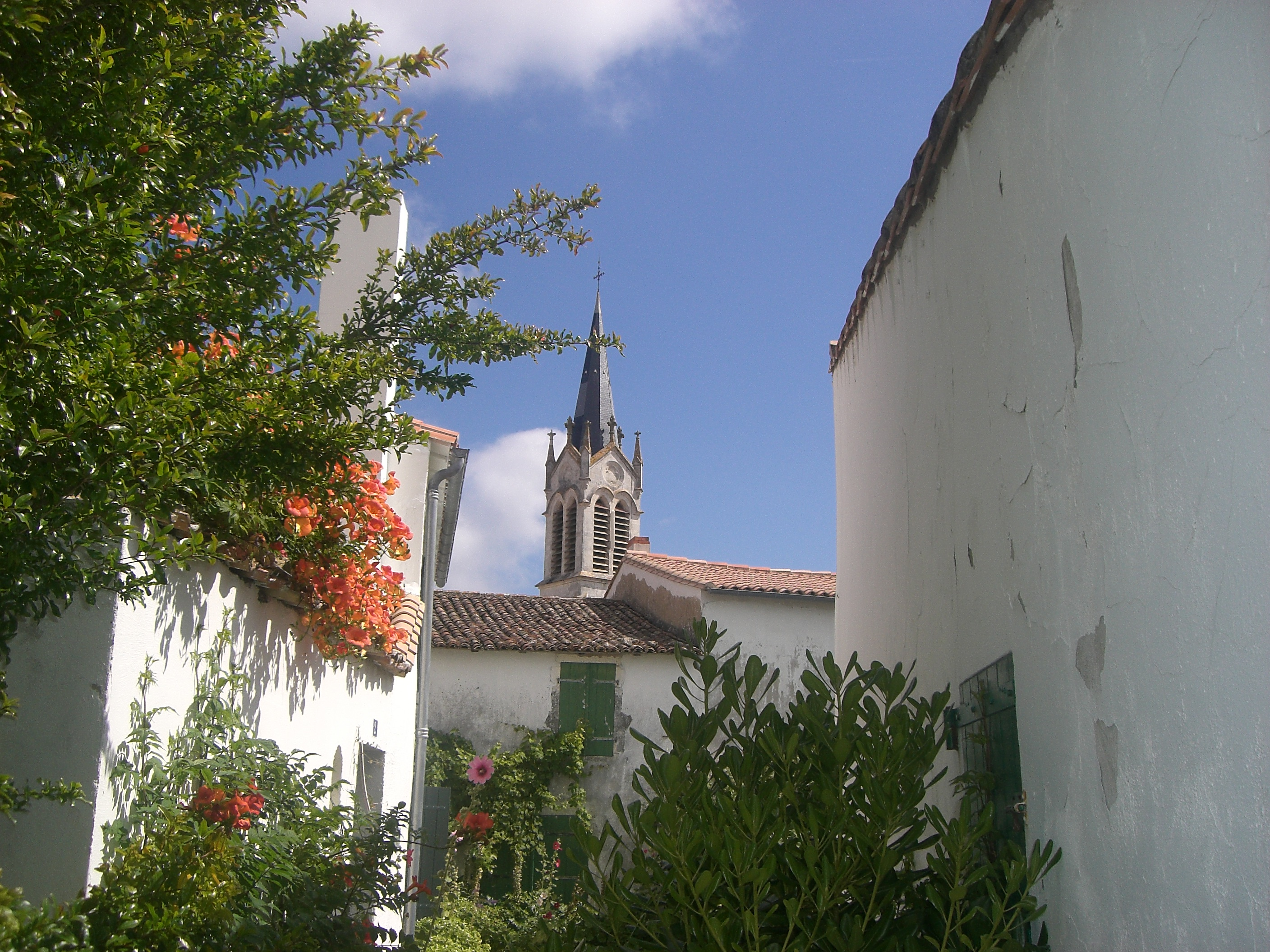
Église de La Couarde.

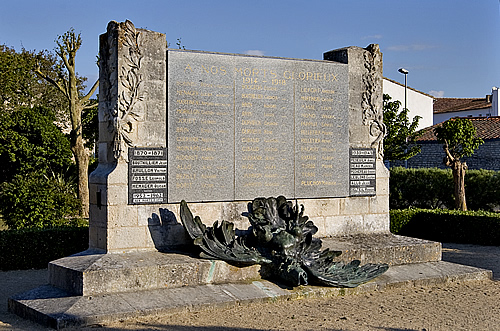
Le monument aux morts.

- Le kiosque à musique, édifié à côté de l'église, demeure le seul de l'île actuellement.
- L'église de La Couarde est dédiée à Notre-Dame-de-l'Annonciation, et a été construite à la fin du XIXe siècle, en plein centre du village. Son style est néo-gothique.
- Construit après la Première Guerre mondiale à l'initiative de Gaston Bonnin, l'instituteur du village, et de J. Godefroy architecte, le monument aux morts de La Couarde commémore les trente-six disparus de la commune.

Des plaques, honorant les morts des guerres de 1870-1871 (quatre), 1939-1945 (cinq), de la guerre d'Algérie et le mort en déportation, furent ajoutées par la suite. L'aigle (allemand) symbolique tombé sur la terre est unique en France.
- Le petit port du Goizil ouvrant sur la côte Nord, ainsi que la base nautique qui utilise un ancien marais recreusé et aménagé, évitant les problèmes de marée basse, pour pouvoir faire naviguer ses élèves débutant à toute heure et en toute sécurité.
- Maison de la culture La Maline.
- Guinguette La Pergola (depuis 1936), restaurant, dancing en extérieur, bar de nuit incontournable des soirées estivales rétaises.

### Personnalités liées à la commune
- Jean Baptiste Louis Thirus de Pautrizel (1754-1836), homme politique né à La Couarde, maire de Basse-Terre en 1790, député de la Guadeloupe à la Convention nationale en 1792.
- Henri-Victor Valleau (1835-1898), évêque de Quimper et Léon de 1893 à 1898.
- Antoine Albeau (1972), véliplanchiste plusieurs fois champion du monde, a passé son enfance dans la commune où son père tenait un club de plage.
- Ivan Peychès (1906-1978), scientifique, membre de l'Académie des sciences, inhumé dans le cimetière communal.
- Claude Rich a possédé de longue date une maison à La Couarde.
- Sten Bienvenu (1986-) communicant IT, inventeur du concept du Village Connecté s’y est installé

### Héraldique
| Blason | Blasonnement : D’or semé de fleurs de lis d’azur, à la nef de gueules brochante. Commentaires : Le statut officiel du blason reste à déterminer. |